# Råttis
Råttis är en svensk animerad film från 1986, skriven och regisserad av Lennart Gustafsson.

## Handling
Tonårsråttan Råttis bor i ett förfallet hus tillsammans med sina småsyskon, sin städande mamma, sin disträe uppfinnande pappa och sin elgitarrspelande farfar. När han träffar råttflickan Rosetta förändras hela hans liv - utan att veta det håller han på att bli vuxen.

## Rollista
- Leif Westerlund - Råttis
- Ylva-Li Gustafsson - Rosetta/Råttis mamma/igelkott/småsyskon
- Jonas Adner - Råttis farfar/fröken Pling/mc-ledaren/småsyskon/solosångaren i gruppen The Råtters
- Lennart Gustafsson - Råttis pappa/doktor Krass/småsyskon
- Angela Sogrell - Igelkott
- Mikael Gerdin - Bartendern på råttklubben Råtz
- Robert Sjöblom - Råttis sångröst i numren "Var är du" och "Jag kan, jag kan"
- Urban Wrethagen - Råttis sångröst i numret "Det behövs inga ord"
- Carl Romare - sångröst
- Mikael Sundqvist - sångröst
- Marianne Åström - sångröst
- Jessica Laurén - sångröst